# Agustín Salvatierra
Agustín Salvatierra, né le 7 décembre 1970 à Santiago du Chili, est un footballeur chilien évoluant au poste de défenseur. 
Sa carrière se déroule de 1987 à 2002 et son palmarès est notamment composé d'une victoire en Copa Libertadores, la plus prestigieuse compétition interclubs d'Amérique du Sud, ainsi que de quatre titres de champion du Chili.

## Palmarès
| Compétitions internationales | Compétitions nationales |
| - Coupe intercontinentale - Finaliste : 1991 - Recopa Sudamericana (1) - Vainqueur : 1992 - Copa Interamericana (1) - Vainqueur : 1991 - Copa Libertadores (1) - Vainqueur : 1991 | - Championnat du Chili (4) - Champion : 1989, 1990, 1991, 1993 - Vice-champion : 1992 - Coupe du Chili (4) - Vainqueur : 1988, 1989, 1990, 1994 - Finaliste : 1992 |